# طاقت بیاور (رمان)
طاقت بیاور (انگلیسی: Hold Tight) رمان مهیجی است که هارلن کوبن در سال ۲۰۰۸ آن را نوشت. این کتاب به مشکلات مرتبط با کنترل والدین، خودکشی جوانان، وابستگی کودکان و سوءمصرف داروهای تجویزی می‌پردازد. واکنش منتقدان به این اثر نسبتاً خوب بود و همزمان در لیست پرفروش‌های نیویورک تایمز و تایمز آو لندن قرار گرفت.

## شخصیت‌ها
- مایکل «مایک» بی: یک جراح پیوند عضو، شوهر تیا و پدر آدام و جیل
- تیا بی: یک وکیل، همسر مایک و مادر آدام و جیل
- آدام بی: یک پسر ۱۶ساله با مشکلی نامعلوم، پسر مایک و تیا و برادر بزرگ جیل
- جیل بی: یک دختر ۱۱ساله، دوست صمیمی یاسمین، دختر مایک و تیا و خواهر کوچک آدام
- یاسمین نواک: یک دختر ۱۱ ساله، دوست صمیمی جیل
- ماریان گیلسپی: مادر یاسمین و همسر سابق گای
- گای نواک: پدر یاسمین و شوهر سابق ماریان
- اسپنسر هیل: دوست صمیمی آدام
- دی جی هاف: دوست آدام
- ران و بتسی هیل: والیدن اسپنسر
- نیل کوردووا: شوهر ربا
- ربا کوردووا: زن نیل و دوست صمیمی ماریان
- سوزان لوریمن: مادر لوکاس
- دانته لوریمن: شوهر سوزان
- مو: دوست صمیمی مایک
- آنتونی: نگهبان
- کرتیس لوویستون: برادر جو لوویستون
- جو لوویستون: معلم ابتدایی
- نش: بیوه کاساندرا و باجناغ جو
- پیترا: بازیگر سابق و شریک زندگی نش
- رزماری مک دویت: صاحب کلوب جاگوار